# Dedeleben
Dedeleben ist ein Ortsteil der gleichnamigen Ortschaft der Einheitsgemeinde Huy im Landkreis Harz in Sachsen-Anhalt, (Deutschland).

## Geografie
Der Ort liegt direkt am Landschaftsschutzgebiet Großes Bruch. Das ehemalige Feuchtgebiet begrenzt das nördliche Harzvorland nach Norden hin.
Die Ortschaft Dedeleben bildet sich durch die Ortsteile Dedeleben und Westerburg sowie den Wohnplätzen Glüsig und Kummühle.

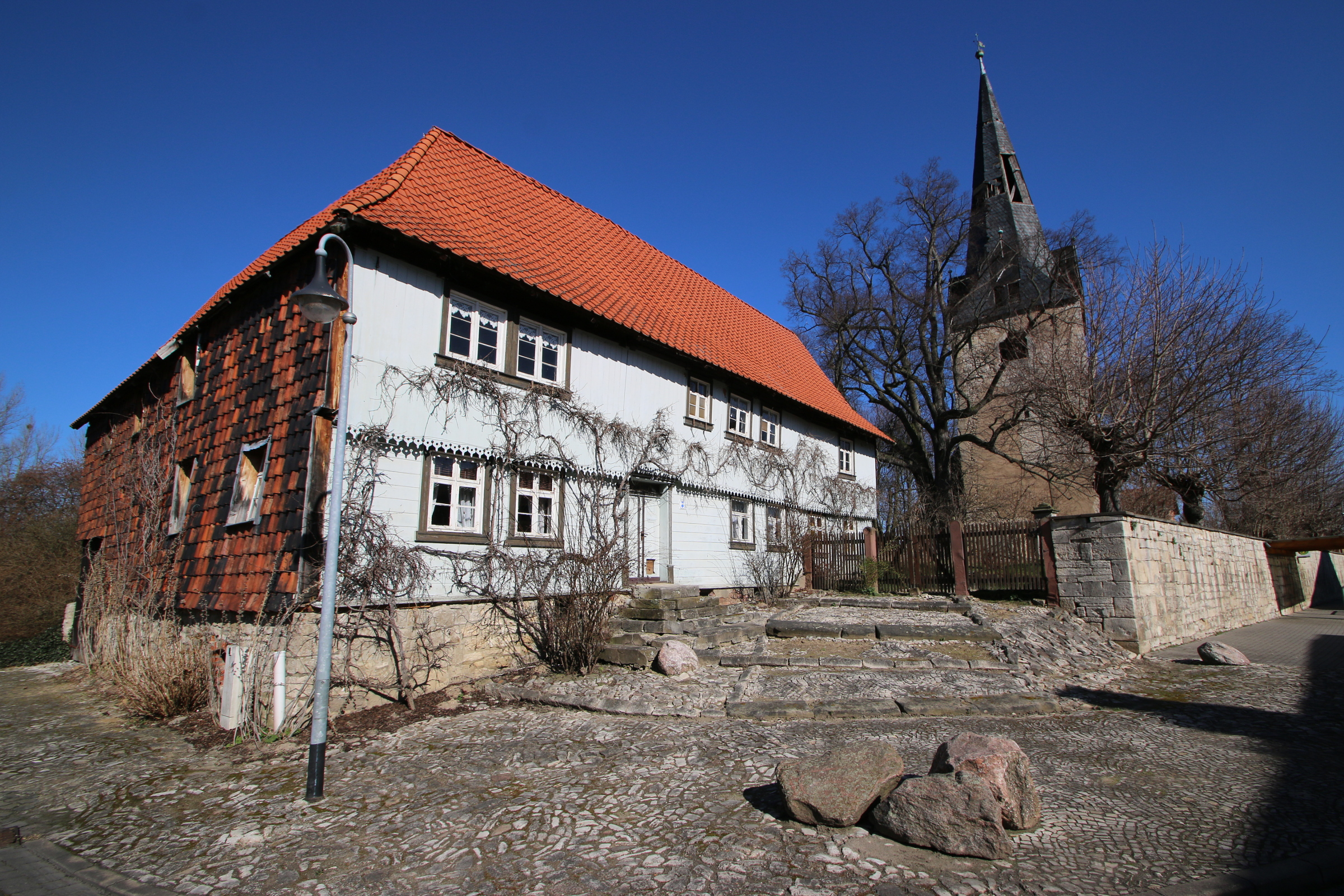
Altes Haus und Kirchenruine St. Johannis

## Geschichte
Ein steinzeitliches Mauerkammergrab wurde 1974 entdeckt.
Erstmals erwähnt wurde Dedeleben im Jahr 1057. Der Marienbach trennte in alten Zeiten das Dorf in Groß- und Klein-Dedeleben bzw. Nord- und Süd-Dedeleben. Durch den Zusammenschluss dieser Orte entstand 1909 Dedeleben in seiner heutigen Form.
Am 17. Oktober 1928 wurde der Gutsbezirk Dedeleben mit der Landgemeinde Dedeleben vereinigt.
Nach der am 26. Mai 1952 von der DDR-Regierung erlassenen „Verordnung über Maßnahmen an der Demarkationslinie zwischen der DDR und den westlichen Besatzungszonen Deutschlands“ gelangte auch Dedeleben in den Bereich der Grenzsicherungsmaßnahmen. Der Ort wurde durch 5-km- sowie 500-m-Sperrzonen auch weitgehend vom übrigen Gebiet der DDR abgeschnitten. Nichteinwohner konnten Verwandte in Dedeleben nur mit einem Passierschein besuchen.
Am nördlichen Ortsausgang wurde eine Kaserne zur Unterbringung der Grenztruppen errichtet.
Für die Gemeinde Dedeleben wurde das Sperrgebiet im Jahr 1971 aufgehoben. Der Ort konnte damit wieder von Bürgern der DDR sowie von Reisenden aus der Bundesrepublik, u. a. Kleiner Grenzverkehr, besucht werden.
Nach dem Fall der Berliner Mauer am 9. November 1989 konnte am 8. Dezember 1989 um 12.00 Uhr auch die Straße nach Jerxheim (F 244, heute B 244) wieder passiert werden.
Anlässlich des 20. Jahrestag des historischen Ereignisses wurde im Rahmen des Geschichtsprojektes Brocken-Erklärung neben 108 weiteren Straßen, die die ehemalige Grenze queren, auch an der B 244 zwischen Dedeleben und Jerxheim eine Gedenktafel errichtet. Auf ihr sind Datum und Uhrzeit der Grenzöffnung festgehalten.
Der Ort feierte am 8. Juli 2007 mit einem großen Festumzug sein 950-jähriges Bestehen.
Am 1. April 2002 bildete die Gemeinde Dedeleben zusammen mit den anderen zehn Gemeinden der aufgelösten Verwaltungsgemeinschaft Huy die neue Gemeinde Huy.

### Einwohnerentwicklung
| 1785 | 1841  | 1910  | 1939  | 1964  | 2005  |
| ---- | ----- | ----- | ----- | ----- | ----- |
| 940  | 1.324 | 1.875 | 1.650 | 1.620 | 1.174 |

## Politik

### Ortschaftsrat
Als Ortschaft der Einheitsgemeinde Huy übernimmt ein so genannter Ortschaftsrat die Wahrnehmung der speziellen Interessen des Ortes innerhalb bzw. gegenüber den Gemeindegremien. Er wird aus sieben Mitgliedern gebildet.

### Bürgermeister
Als weiteres ortsgebundenes Organ fungiert der Ortsbürgermeister, dieses Amt wird zurzeit von Ricardo Dunker wahrgenommen.

### Wappen
| | Blasonierung: „In Blau auf blauem Wasser ein silberner Turm auf silbernem Berg, beseitet von je zwei goldenen Ähren, auf dem Turm eine goldene Flagge.“ |
| Wappenbegründung: Die Farben des Ortes sind Weiß (Silber) - Blau. Das Wappen des Ortes wurde auf der Grundlage des bisher geführten, nicht bestätigten Siegelbildes gestaltet. Bei dem Bruchsteinturm - seit Kriegsende nur noch in Fundamentrudimenten erhalten - handelt es sich um einen in unmittelbarer Nähe des Dorfes gestandenen, ehemaligen Mittelalterlichen Wachturm, der im 19. Jahrhundert als Signalturm für die frühe Nachrichtenübermittlung diente. Daher ist er - als Symbol für die Zeichenübermittlung - mit wehender Flagge versehen. Dieser Turm stand auf einem Hügel, der durch den ausgebogenen Schildfuß dargestellt wird. Dieser Schildfuß ist wiederum mit einem blauen Wellengrund als Symbol für das „Große Bruch“ belegt, an dessen Rand die ehemalige Gemeinde gelegen ist. Die Besteckung des Hügels mit Weizenähren spielt auf die Fruchtbarkeit der Dedelebener Flur an. Das Wappen wurde von der Heraldikerin Erika Fiedler aus Magdeburg gestaltet und am 15. Juni 1995 durch das Regierungspräsidium Magdeburg genehmigt. | |

## Kultur und Sehenswürdigkeiten
Der Ortsteil Dedeleben verfügt mit über 60 schützenswerten Gebäude und Hofanlagen aus verschiedenen Epochen über die meisten Baudenkmäler im Landkreis Halberstadt.
- Burg Westerburg

- Marienkirche mit barocker Altarwand von 1746

- Ruine der 1972 aufgegebenen St.-Johannis-Kirche
- Pfarrwitwenhaus

- Bauernhaus Im Pfeilern 1 von 1894

- Grabstätte auf dem Ortsfriedhof für einen während des Zweiten Weltkrieges nach Deutschland verschleppten namentlich bekannten Polen, der hier 1942 ein Opfer der Zwangsarbeit wurde
- Die Flächen zwischen der ehemaligen DDR-Grenze bis einschließlich des ersten Kolonnenweges sind „Nationales Naturmonument Grünes Band Sachsen-Anhalt - Vom „Todesstreifen“ zur Lebenslinie“

## Verkehr
Dedeleben liegt an der B 244 und hatte einen Bahnhof an der Bahnstrecke Jerxheim–Nienhagen.

## Persönlichkeiten
Der Orgelbaumeister Andreas Schweimb (1654–1701), der Archäologe Emil Krüger (1869–1954) und der Verleger Otto Paulmann (1899–1986) wurden in Dedeleben geboren.
Der Geistliche und Jugendbuchautor Johann Christian Ludwig Niemeyer (1772–1857) amtierte hier seit 1803. Robert Meyer (1864–1947), Gynäkologe und Pathologe, betrieb von 1890 bis 1894 im Ort eine Landarztpraxis. Der Bildhauer Walter Howard (1910–2005) lebte ab 1992 einige Zeit in Dedeleben.